# Köşk Höyük
Köşk Höyük est un site néolithique situé sur un tell au nord-est de Bahçeli, près de Kemerhisar (l'ancienne ville de Tyane), dans la province de Niğde, en Turquie. Il se trouve sur le plateau de Bor, au sud du mont Hasan, près d'une source.

## Historique
Le site de Köşk Höyük est découvert en 1961 par Michael Ballance, avant d'être examiné plus en détail par Richard Harper et Margaret Ramsden en 1964. Les premières fouilles ont été entreprises par Uğur Silistreli, de l'Université d'Ankara, entre 1981 et son décès en 1991. Depuis 1995, Aliye Öztan et Süleyman Özkan dirigent les recherches sur le site.
Les objets trouvés sur le site sont exposés au musée archéologique de Niğde, avec la reconstitution d'une pièce d'une maison de Köşk Höyük.

## Description
Le site consiste en une colline calcaire transformée en terrasses, ou furent bâties des maisons néolithiques. Cette colonie s'étend sur un rayon de 90 à 100 mètres et a laissé des traces sur environ 6 mètres de strates. Le niveau le plus haut (I) remonte au Néolithique moyen récent (environ 5 000 à 4 750 av. J.-C.), tandis que les niveaux inférieurs (II-V) appartiennent au Néolithique moyen ancien et ont été datées au carbone 14 de 6 300 à 5 600 av. J.C
Dans la couche supérieure du site, un atelier avec un four pour le travail du cuivre a été découvert. Dans tous les niveaux anciens, les maisons adoptent un plan trapézoïdal ou quadrilatéral avec entre deux et quatre pièces. Elles contiennent toutes au moins une plate-forme en terre cuite et une cheminée, avec des conteneurs de stockage dans presque toutes les pièces. Plusieurs bâtiments avaient des dépendances qui leur étaient rattachées. Ils étaient réunis en blocs séparés par un réseau de rues étroit et anguleux. Une peinture murale dans le troisième niveau (6 000-5 600 av. J.-C.) montre une scène de chasse.

## Funérailles
Les tombes sont connues d'après les niveaux II et III. Des enfants et des bébés ont été enterrés dans des maisons sous le plancher, tandis que des adultes ont été retrouvés à l'extérieur du village. Sans exception, les morts étaient recroquevillés dans la position fœtale et enterrés avec des objets funéraires.

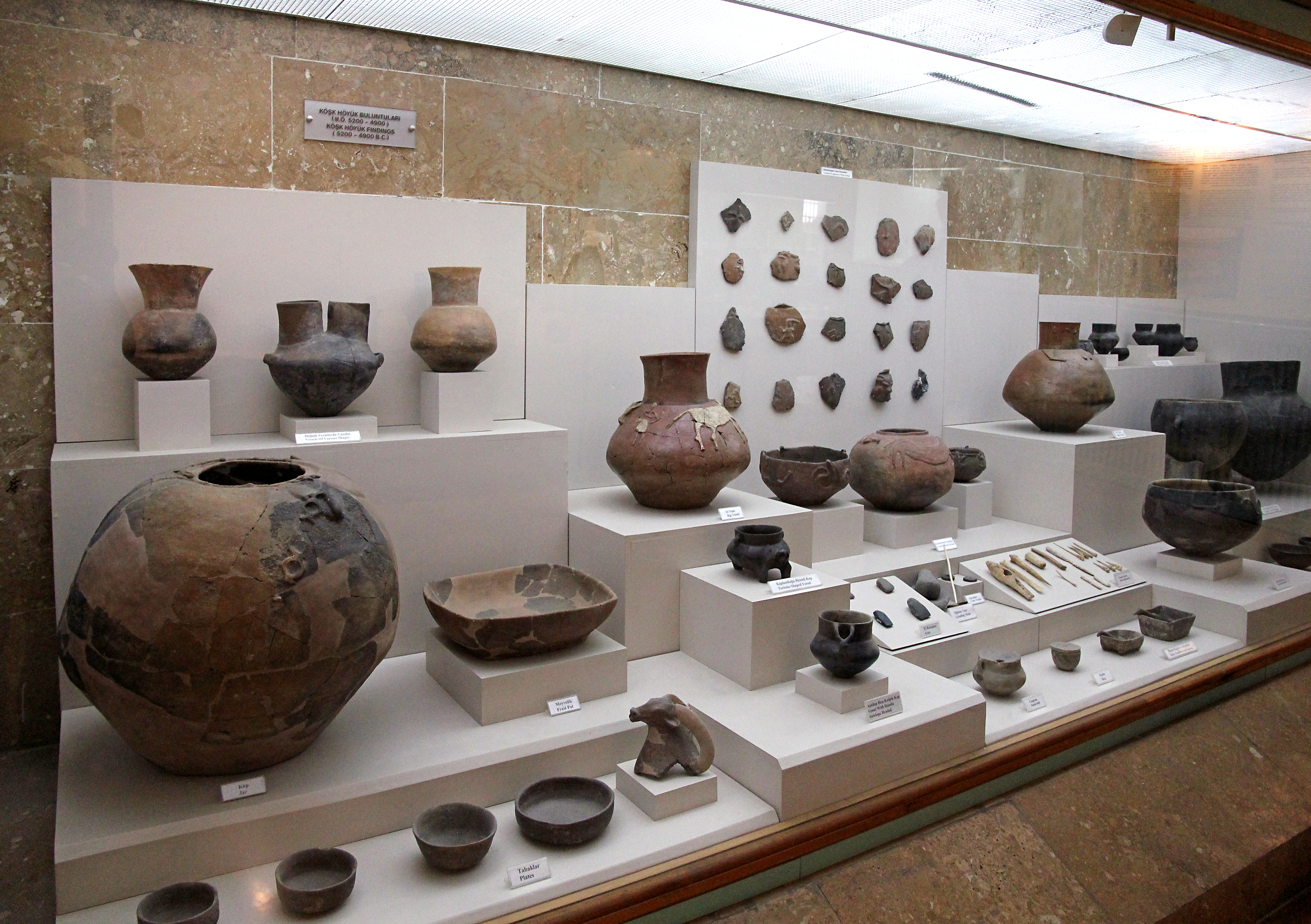
Vestiges conservés au Musée archéologique de Niğde

Certains crânes étaient recouverts d’argile ou de plâtre, peints en rouge ou en noir, et présents sur les plateformes en argile susmentionnées. Ce sont les premiers crânes moulés individuels d'Anatolie, avec ceux de Çatal Höyük. La pratique est répandue dans le Néolithique ancien du Levant, avec les exemples connus de Jéricho et d''Ain Ghazal. Au total, onze de ces crânes ont été étudiés de manière anthropologique. L'un d'entre eux est celui d'un enfant, le reste ceux de deux hommes, de trois femmes et cinq de sexe indéterminé. Les jeunes adultes prédominent. Les traces de coupures sont absentes, ce qui signifie que les crânes n'ont été peints et enduits qu'une fois naturellement mis à nu, ce qui se rapporte peut-être à un culte des morts.

## Vestiges archéologiques
Des figurines d'argile et de pierre ont été retrouvées dans les maisons et les tombes. Les figurines masculines portent des vêtements et des couvre-chefs, tandis que les figurines féminines sont nues. La poterie de Köşk Höyük est monochrome avec une surface polie. Quelques récipients imitent des formes humaines ou animales, l'un étant peint et décoré en relief. Parmi les trouvailles en obsidienne se trouvent quelques noyaux de lames usagés.